# Wilfried Knight
Wilfried Knight, né Wilfried Chevalier le 19 février 1975 à Châlons-sur-Marne et mort le 5 mars 2013 à Vancouver, est un acteur de films pornographiques gays français.

## Biographie
De nationalité française, Wilfried Chevalier est né à Châlons-sur-Marne et a grandi en région Champagne. Il a fait des études de droit. Il a travaillé comme professeur de fitness à Londres.
Il est repéré par le réalisateur et producteur Michael Lucas qui le fait tourner dans la plupart de ses productions. Adoptant le pseudonyme de Wilfried Knight, il joue entre autres dans l'ambitieux Dangerous Liaisons, avec les caméos non sexuels de personnalités telles que Amanda Lepore, Boy George, Graham Norton, Lady Bunny, Michael Musto, RuPaul. Il apparaît aussi dans Assassin, élu meilleur film aux Grabby Awards 2012. Dans Blowjobs! de Michael Lucas et la réalisatrice Mr. Pam, il joue auprès de ses compatriotes Brice Farmer et Jordan Fox. En 2009, il est photographié à Paris par Pierre et Gilles sous les traits d'un légionnaire.
Il rejoint la compagnie américaine Raging Stallion Studios pour certaines de leurs productions de prestige, comme le multiprimé Focus/Refocus. Il fait également des incursions chez Titan Media et COLT Studio Group.
Wilfried Knight résidait aux États-Unis avec un visa d'étudiant en acupuncture. Il vivait avec son compagnon, Jerry Enriquez, depuis cinq ans à Portland, mais son visa devant expirer, le couple décide de s'installer au Canada. Le couple se marie sous la loi canadienne en 2011, et Jerry Enriquez trouve du travail à Vancouver chez une compagnie de vêtements de sport. Mais Jerry Enriquez perd son emploi, sombre dans la dépression, et finit par se suicider le 21 février 2013. En raison du Defense of Marriage Act, une loi fédérale américaine qui interdit la reconnaissance des unions homosexuelles, leur couple n'avait droit à aucune protection, ce qui a pesé lourdement sur leur vie, comme l'écrivait explicitement Wilfried Knight sur son blog,. Il ne pouvait prétendre à la citoyenneté américaine, et malgré leur mariage au Canada, la perte d'emploi les exposait à être expulsés en tant que couple franco-américain sur le sol canadien,. Le mariage homosexuel n'étant pas à l'époque reconnu aux États-Unis, le veuf n'a aucun droit sur les biens de son époux. Wilfried Knight met fin à ses jours le 5 mars 2013, dans la chambre d'hôtel où il avait épousé son compagnon, deux semaines après le suicide de ce dernier,,.
L'un des acteurs avec qui il a travaillé, Árpád Miklós, s'était suicidé le 3 février 2013.

## Filmographie
- 2004 : Auditions de Michael Lucas (Lucas Entertainment
- 2004 : Manhattan Heat de Michael Lucas, avec Árpád Miklós (Lucas Entertainment)
- 2005 : Dangerous Liaisons de Michael Lucas et Tony DiMarco (Lucas Entertainment)
- 2005 : Decameron: Two Naughty Tales de Lucas Kazan
- 2006 : Barcelona Nights (Lucas Entertainment)
- 2008 : Blowjobs! de Michael Lucas et mr. Pam, avec Árpád Miklós, Rafael Alencar, Brice Farmer, Jordan Fox, Michael Lucas, Spencer Reed (Lucas Entertainment)
- 2008 : Brother's Reunion de Michael Lucas et mr. Pam, avec Árpád Miklós, Jason Crew (Lucas Entertainment)
- 2008 : Return to Fire Island, avec Jason Crew, Rod Barry (Lucas Entertainment)
- 2009 : Obsession de Michael Lucas et mr. Pam (Lucas Entertainment)
- 2009 : A Knight with Wilfried (Lucas Entertainment)
- 2009 : Focus/Refocus de Chris Ward, Ben Leon et Tony DiMarco, avec Damien Crosse, Francesco D'Macho, Steve Cruz (Raging Stallion Studios)
- 2010 : Coat Your Throat de Ben Leon, Chris Ward et Michael Brandon, avec Damien Crosse, Francesco D'Macho, Rafael Alencar (Raging Stallion Studios)
- 2010 : Caught on Tape de Steve Cruz, avec Adam Champ (Raging Stallion Studios)
- 2010 : Tales of the Arabian Nights de Chris Ward, avec Austin Wilde, Francesco D'Macho (Raging Stallion Studios)
- 2011 : Assassin de Michael Lucas, Mr. Pam et Marc MacNamara, avec Michael Luca, Adam Killian (Lucas Entertainment)
- 2011 : Cowboys 2 de Chris Ward et Tony DiMarco, avec Adam Champ, Colby Keller, Jesse Santana, Tommy Defendi (Raging Stallion Studios)
- 2011 : He's Got a Big Package de Steve Cruz, avec Erik Rhodes, Tony Buff (Raging Stallion Studios)
- 2011 : Gallic Sex Gods de Jonno, avec Brice Farmer, Stany Falcone (UK Naked Men)
- 2011 : Command Performance de Brian Mills, avec Jessy Ares, Dario Beck (Titan Media)
- 2012 : Fur Mountain (COLT Studio Group)
- 2013 : Armour, avec Adam Champ, Jessy Ares, Dirk Caber (COLT)

## Distinctions
- GayVN Award 2010 : performeur de l'année[6]
- Grabby Awards 2011 : meilleur acteur actif comme passif[13]